# Euxoa floramima
Euxoa floramima är en fjärilsart som beskrevs av Smith 1905. Euxoa floramima ingår i släktet Euxoa och familjen nattflyn. Inga underarter finns listade i Catalogue of Life.